# Valle dei Nuraghi

Tal der Nuraghen auf Sardinien. Blick auf Giave

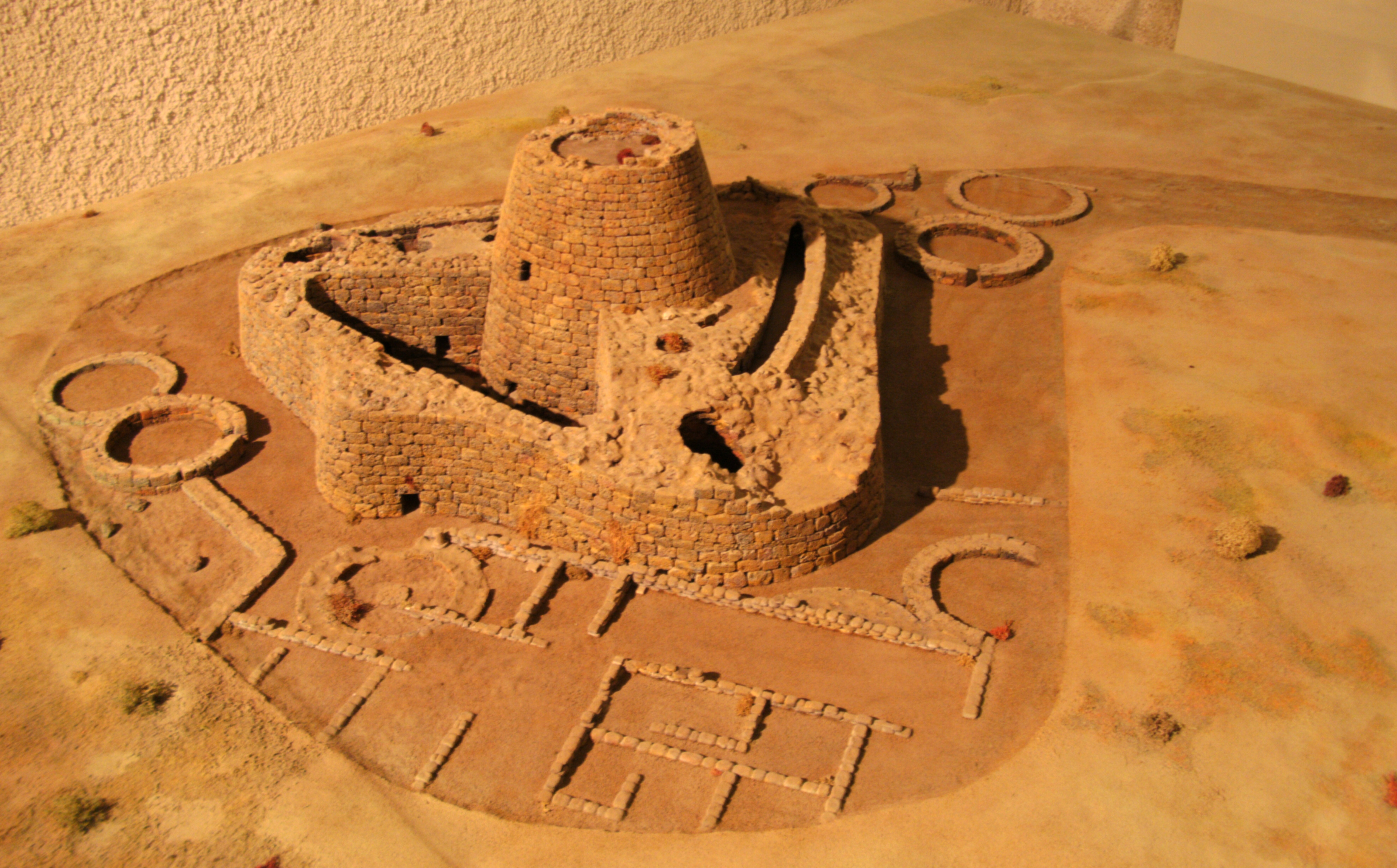
Modell – Nuraghe Santu Antine

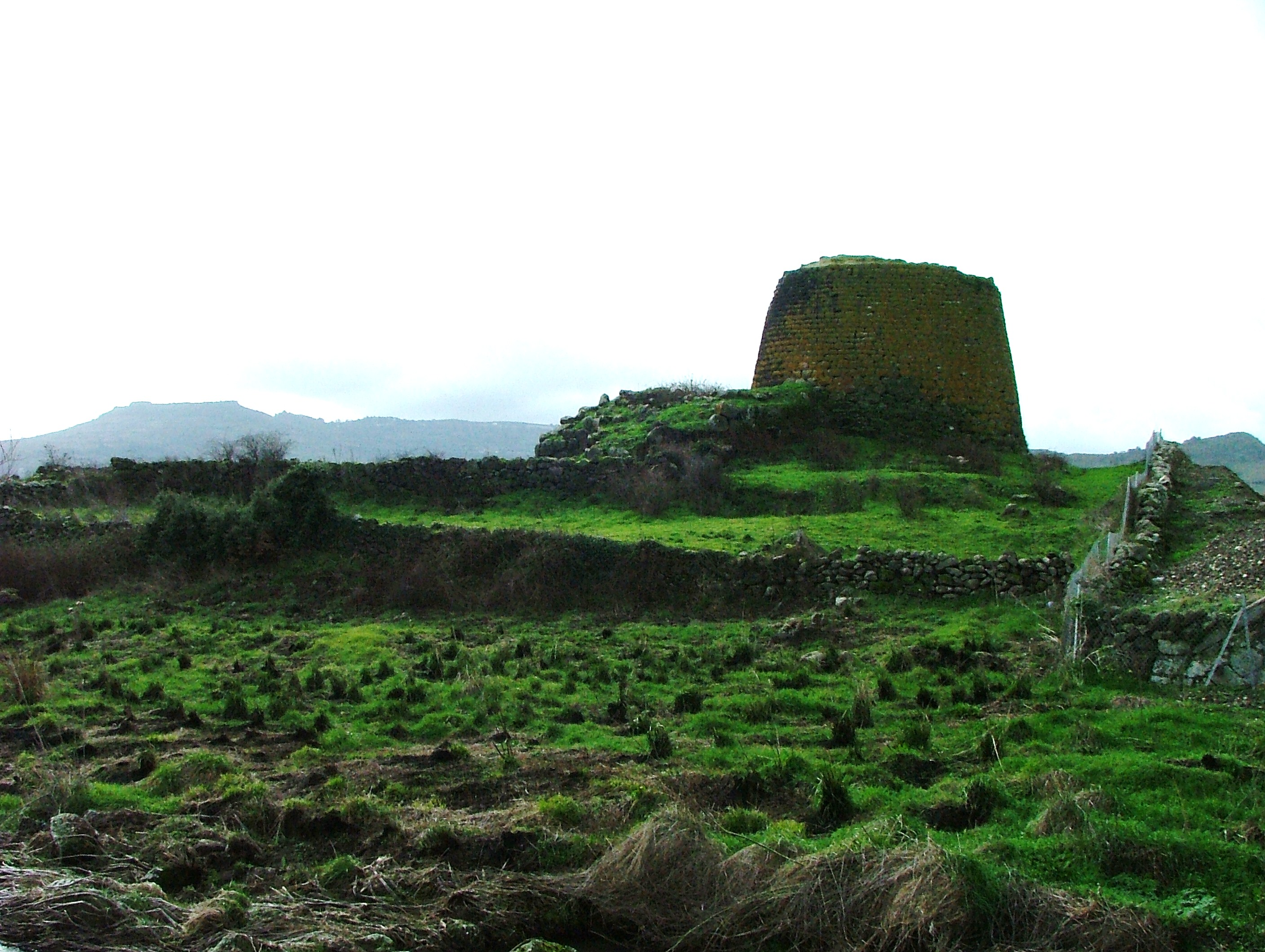
Die Nuraghe Oes

Das Valle dei Nuraghi (Tal der Nuraghen) in der Provinz Sassari auf Sardinien ist ein etwa 37 km² großes rundliches Becken bzw. eine etwa 350 m über dem Meeresspiegel gelegene, sehr wasserreiche, von Hügeln umgebene Hochebene. Auf ihr liegen, wegen der früheren Malariagefährdung im Sumpfland, die Dörfer Bonorva, Borutta, Cheremule, Giave, Thiesi, Torralba, Cossoine und das Bergdorf Rebeccu.
Der Name „Tal der Nuragen“ ist in neuer Zeit erdacht worden, um den Fremdenverkehr zu stärken. Das Gebiet liegt im Meilogu, dessen Name von Mesu-locu abstammt, was „Mittelpunkt des Reiches“ bedeutet. Die Bevölkerung der Gegend benutzt die traditionellen Namen Campo Giavesu und Campu di Cabbu Abbas (Quelle), für jene Teile, die von der Schnellstraße Carlo Felice durchquert werden, sowie Campo di Santa Lucia für den Teil, der der Gemeinde Bonorva zufällt.
Die fruchtbare durch die Anhöhen geschützte Ebene bot Sicherheit vor den vom Meer kommenden Gefahren. Das Gebiet hat ideale Voraussetzungen für Ackerbau und Viehhaltung. Es war lange eine der am dichtesten besiedelten Gegenden auf der Insel. An Baumaterial gab es weiß-grünen, einfach zu verarbeitenden Kalkstein, Trachyt und den Basalt der einst zahlreichen pliozänen Vulkane. Der nächstgelegene ist der 676 m hohe Monte Cuccureddu, zu dem eine Seilbahn Drachenflieger und Paragleiter befördert. Vorteile sind die Verkehrswege zwischen dem Süden und Norden, die über die leicht zu überquerende Hochebenen führten. In dem Gebiet finden sich die teils unzugänglichen Anlagen Sa Pedra Covacadda und Sa Pedra Longa (zwei Gigantengräber) und der Dolmen Su Crastu Covaccadu.
Zu den zahlreichen zugänglichen Sehenswürdigkeiten gehören:
- Bonorva / Thiesi
  - Nativitá di Maria (Kirche im katalanisch-sardischen Stil)
  - Museo Civico (mit Baityloi und röm. Meilensteinen)
  - Front'e Mola Protonuraghe
- Borutta
  - San Pietro di Sorres (Kirche im pisanischen Stil)
- Cheremule
  - Moseddu (Domus de Janas mit der Tomba Branca)
- Cossoine
  - Santa Maria Iscalas (Kirche der Richterzeit)
- Mores
  - Sa Coveccada (Megalithanlage, etwas außerhalb des Valle dei Nuraghi)
- Rebeccu
  - Su Lumarzu (Brunnenheiligtum)
  - Sant’ Andria Priu (Domus de Janas)
  - San Simeone (Kirchenruine)
- Torralba
  - das Gigantengrab von Cabu Abbas
  - die Nuraghe Santu Antine
  - die Nuraghe Ruju (Torralba)
  - Museo Valle di Nuraghi (das Santu Antine- und Nuraghe Oes Funde sowie römische Meilensteine zeigt)